# Wezup
Wezup est un village situé dans la commune néerlandaise de Coevorden, dans la province de Drenthe. Le village compte 202 habitants.